# Geger (Sendang)
Geger is een bestuurslaag in het regentschap Tulungagung van de provincie Oost-Java, Indonesië. Geger telt 4456 inwoners (volkstelling 2010).